# Lubenice
Lubenice – wieś w Chorwacji, w żupanii primorsko-gorskiej, w mieście Cres. W 2011 roku liczyła 12 mieszkańców. Położona jest na wzgórzu na wysokości 378 m n.p.m. Główną atrakcją jest plaża Plaża Sveti Ivan. W miejscowości stoi kościół Najświętszej Maryi Panny (župna crkva Blažene Djevice Marije) z dzwonnicą z XVIII w., w którym latem są organizowane wieczory muzyczne. Oprócz tego znajduje się kilka mniejszych kaplic, m.in. św. Antoniego Pustelnika oraz św. Jakuba.

## Legenda
Król z Osoru miał córkę o imieniu Ljubica, w której zakochał się chłopak mieszkający  w obecnych Lubenicach. Dziewczyna odwzajemniła jego uczucie, co nie spodobało się jej ojcu. Król nakazał córce wynieść się z Osoru i zamieszkać razem z ukochanym na wzgórzu. Na jej cześć wioskę nazwano Ljubenicami. Przebywający na Cresie Włosi przekształcili nazwę na Lubenice, ponieważ nie potrafili wmówić „Ljubenice”.